# Civic Arena
Die Civic Arena war eine Mehrzweckhalle mit schließbarem Dach in der US-amerikanischen Stadt Pittsburgh im Bundesstaat Pennsylvania. Die Arena mit dem Spitznamen Igloo war von 1967 bis 2010 die Heimat der Pittsburgh Penguins in der NHL und war zuvor Spielstätte der Pittsburgh Hornets in der AHL. Außerdem spielten hier unter anderem die Pittsburgh Pipers, die Pittsburgh Condors in der ABA und die Pittsburgh Spirit. Die Arena bot 17.537 Plätze zu Eishockeyspielen, außerdem gab es 56 Luxus-Suiten und 1.696 Clubsitze. Die 1999 von der Mellon Financial erworbenen Namensrechte liefen am 1. August 2010 aus. Danach erhielt die alte Heimat der Penguins wieder den Namen Civic Arena.

## Geschichte
Die Arena war in der letzten Saison ihrer Nutzung durch die Penguins die älteste und drittkleinste Spielstätte der NHL. Sie wurde 1961 für 22 Millionen US-Dollar erbaut. Ursprünglich wurde die Halle nicht für Sportereignisse geplant, sondern für die örtliche Civic Light Opera, die bis dahin im Pitt Stadium auftrat. Das Gebäude wurde mit einer einziehbaren Kuppel, die einen Durchmesser von 126 Meter hat, gebaut, die aus acht rostfreien Verkleidungen bestand, von denen sechs innerhalb von zweieinhalb Minuten unter die verbleibenden zwei statischen gefahren werden konnten.
Die Civic Light Opera verließ die Arena 1968, als klar wurde, dass die Akustik zu schlecht war. Die Pittsburgh Hornets zogen bereits 1961 ein und wurden 1967 durch die Pittsburgh Penguins ersetzt. Das Stadion wurde 1975 und 1993 stufenweise mit zusätzlichen Rängen an jeder Seite, Luxus-Suiten und Clubsitzen erweitert, wodurch sich die Zuschauerkapazität von 12.000 auf über 17.000 erhöhte. Durch die Anbringung einer neuen Anzeigetafel im Jahre 1995 konnte das Dach nicht mehr vollständig geöffnet und geschlossen werden.
Schließlich bemängelten die Besitzer der Penguins, dass die alte Arena zu kostspielig sei und nicht genug Zuschaueraufkommen produziere, um das Team profitabel zu halten. Ziel war nun der Bau einer neuen Arena, um einen Wegzug der Penguins aus Pittsburgh zu verhindern. Anfang 2008 konnte eine Einigung mit der Verwaltung über die Finanzierung erzielt werden. Unmittelbar neben der Arena wurde auf der Fläche eines ehemaligen Krankenhauses das Consol Energy Center errichtet, welches zur Saison 2010/11 bezugsfertig war.
Trotz kommunaler Bemühungen, die Arena als Bauwerk mit Denkmalstatus zu erhalten, wurde sie zwischen September 2011 und dem 31. März 2012 abgerissen. Aus den Stahlträgern der Dachkonstruktion stellte eine Schmiede in Pittsburgh Souvenirs her, von denen etwa 40.000 Stück zugunsten karitativer Zwecke verkauft wurden.

## Kultur
Die Arena war 1995 Schauplatz für den Actionfilm "Sudden Death" mit Jean-Claude Van Damme.

## Galerie

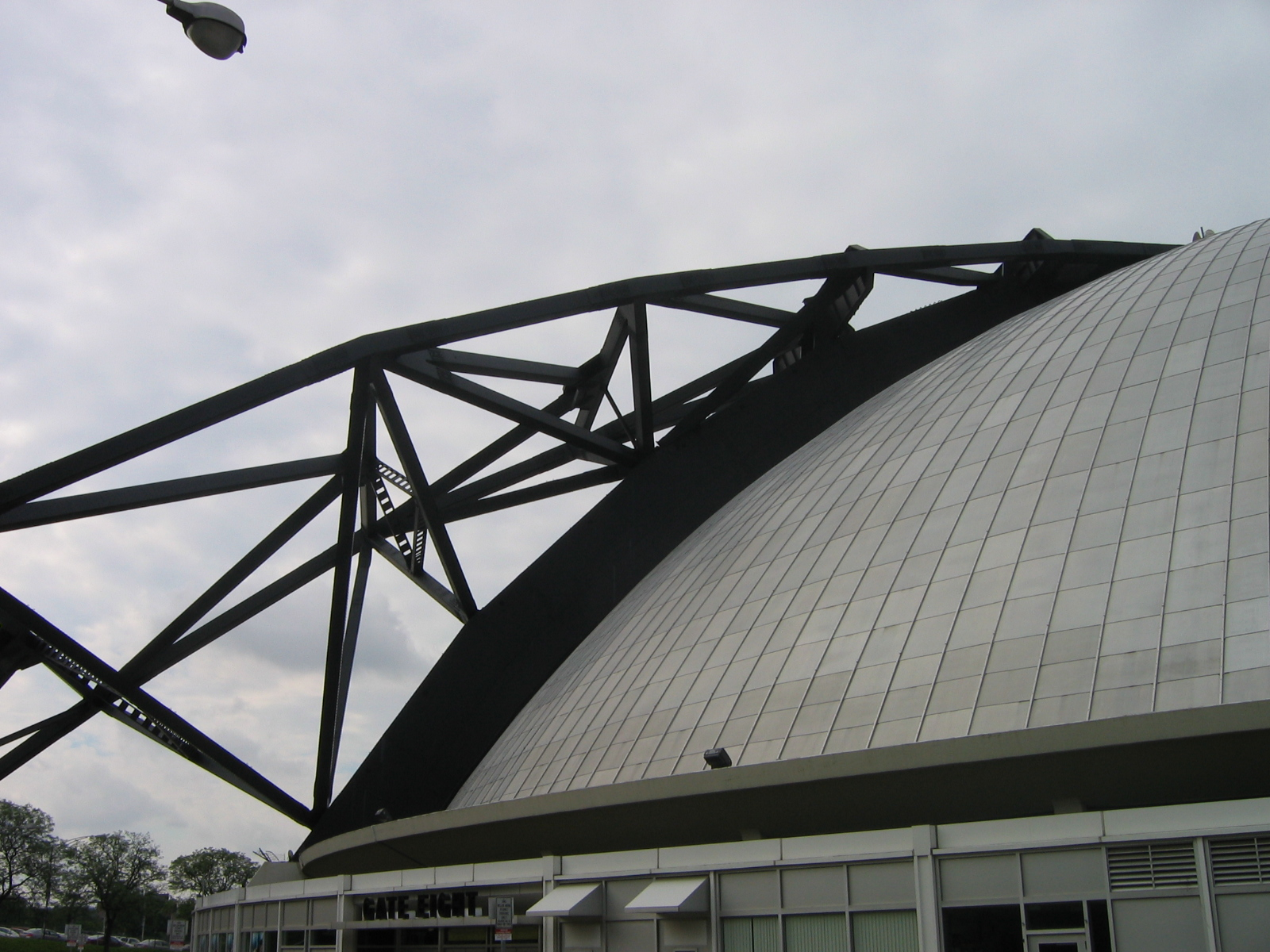
Dachkonstruktion
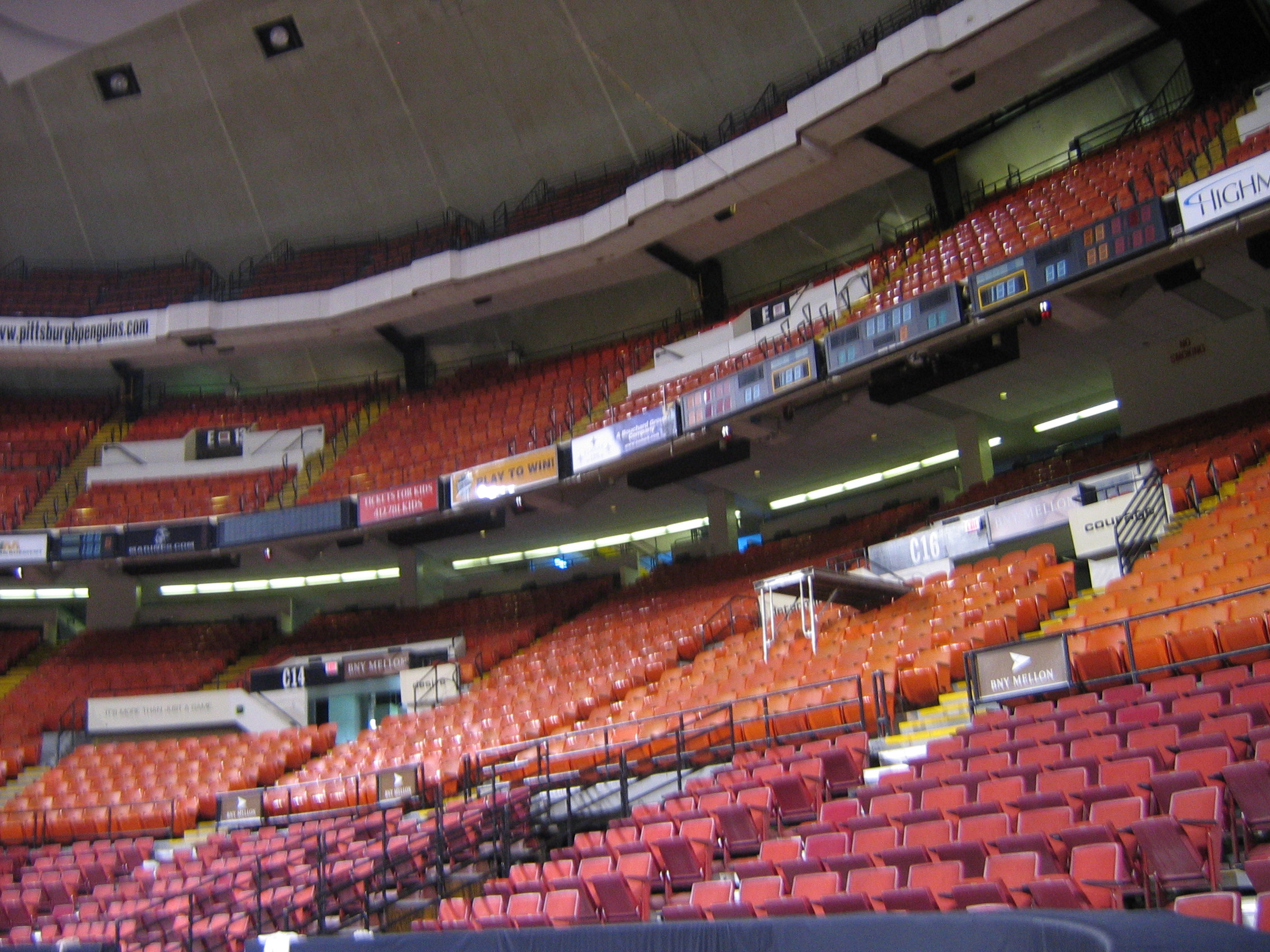
Tribüne
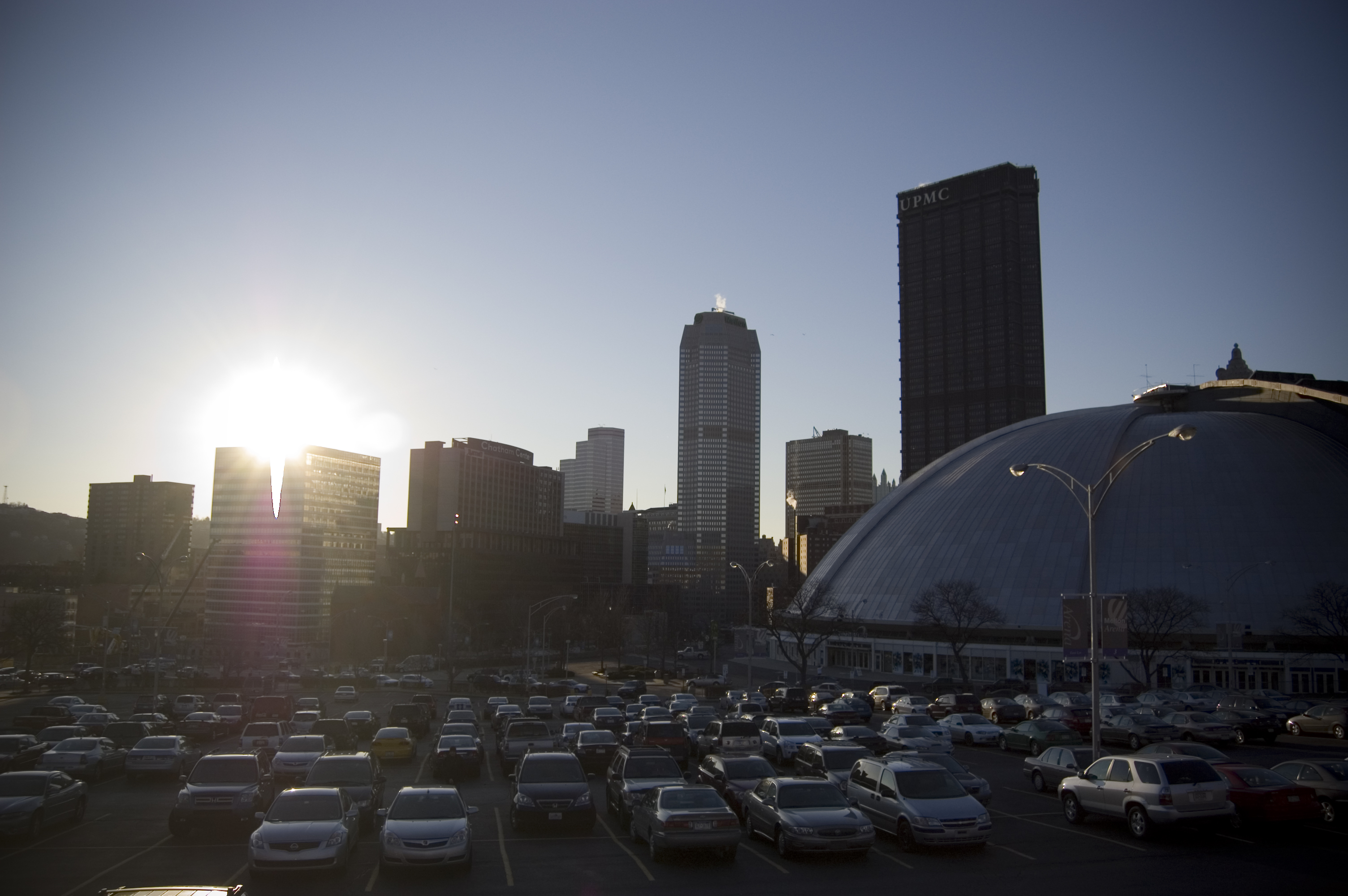
Skyline von Pittsburgh mit Arena